# Longitarsus perforatus
Longitarsus perforatus är en skalbaggsart som beskrevs av Horn 1889. Longitarsus perforatus ingår i släktet Longitarsus och familjen bladbaggar. Inga underarter finns listade i Catalogue of Life.